# Стандартний показник забруднення
Стандартний показник забруднення (PSI) - це індекс якості повітря, який являє собою число, що використовується для позначення рівня забруднюючих речовин у повітрі
Спочатку PSI була заснована на п'ятьох забруднювачах повітря, а з 1 квітня 2014 року почала включати дрібні частинки (PM2.5).
На додаток до PSI, отриманого шляхом усереднювання даних, зібраних протягом останніх 24 годин, Сінгапур також публікує 3-годинне значення PSI на основі PM2.5 концентрації за останні 3 години. PM2.5 концентрації також публікуються щогодини.
Крім Сінгапуру, деякі інші країни також використовують показники якості повітря. Однак розрахунки, які використовуються для одержання показника якості повітря можуть відрізнятися.  Різні країни використовують різні назви для своїх показників, таких як якість повітря, індекс здоров'я, індекс забруднення повітря чи стандартний показник забруднення.

## Історія
PSI визначається за шкалою, розробленою у Управлінні з охорони навколишнього середовища США (USEPA), щоб забезпечити зручний спосіб для передачі і повідомлення якості повітря. PSI був використаний в ряді країн, включаючи США і Сінгапур.
Починаючи з 1999 року, USEPA замінив забруднення стандартів Індекс (PSI) Індексом якості повітря (AQI) з урахуванням нових РМ2.5 і стандартів озону.
До 1 квітня 2014 року, Сінгапур публікував PSI і РМ2.5 концентрацію окремо. Цей 3-годинний PSI є унікальним у Сінгапур і був запроваджений у 1997, щоб надати додаткову інформацію про якість повітря, який буде краще відображати нову якість повітря в положення.

## Визначення PSI
PSI складається з шести забруднювачів повітря  - діоксиду сірки (SO2), твердих часток (PM10), дрібних твердих часток (PM2.5), діоксиду азоту (NO2), оксиду вуглецю (CO) і озону (O3).
Концентрації цих забруднюючих речовин в атмосферному повітрі вимірюються через мережу станцій моніторингу атмосферного повітря, розташованих навколо Сінгапуру.
Під-індекс показника розраховується для кожної забруднюючої речовини, що базуються на її концентрації в атмосферному повітрі. PSI визначається забруднюючими речовинами з найбільшою концентрацією.
PSI визначається як число за шкалою від 0 до 500. Індексні показники дозволяють громадськості, бачити рівень забруднення повітря в конкретному місці. Наступна PSI таблиця побудована за індексом значення показника забруднення і його опису, за даними Національного агентства з навколишнього середовища (NEA).
| PSI     | Описові характеристики | Загальні наслідки для здоров'я                                      |
| ------- | ---------------------- | ------------------------------------------------------------------- |
| 0-50    | Добрий                 | Немає                                                               |
| 51-100  | Задовільний            | Немає або незначні                                                  |
| 101-200 | Шкідливий              | Кожна людина може почати відчувати вплив забруднення на її здоров'я |
| 201-300 | Дуже шкідливий         | Все населення, відчуватиме вплив забруднення на здоров'я.           |
| 301+    | Небезпечний            | Можуть виникнути більш серйозні наслідки для здоров'я               |